# Pondok Agung (Kasembon)
Pondok Agung is een bestuurslaag in het regentschap Malang van de provincie Oost-Java, Indonesië. Pondok Agung telt 5893 inwoners (volkstelling 2010).